# Kujarinsaari (ö i Norra Savolax)
Kujarinsaari är en ö i Finland. Den ligger i sjön Iisvesi, Virmasvesi och Rasvanki och i kommunen Kuopio i den ekonomiska regionen  Kuopio ekonomiska region  och landskapet Norra Savolax, i den centrala delen av landet, 300 km norr om huvudstaden Helsingfors. Öns area är 18,7 hektar och dess största längd är 0,8 kilometer i öst-västlig riktning.